# Čuturica
Čuturica je manja posuda, namijenjena za čuvanje i nošenje tekućine, prvenstveno alkoholnih pića. Zapremine čuturice su obično manje i kreću se od nekoliko decilitara do oko 4 – 5 litara, što ovisi o piću za koje je namijenjena.

Tradicionalne čuturice su izrađene od drveta s metalnim obručima, dok se u novije vrijeme čuturice izrađuju od porculana, keramike ili stakla.

Same drvene čuturice su ručni rad stolara ili bačvara i rezbarene su s bočnih strana, u čemu se ispoljavala sva vještina proizvođača. Obično su to bili duborezi s motivima šljive, vinove loze, grožđa, povijesni grbovi, povijesne ikone,  stihovi starih poskočica,…

U Slavoniji, pa time i u najvećem selu Ivankovu, čajo u svojoj čuturici nosi rakiju i to šljivovicu, a služi mu kako bi nazdravljao mladencima, i drugim gostima u svatovima. Također, tijekom svatovske povorke, rakijom iz čuturice nudi osobe koje izađu iz kuća i promatraju svatovsku povorku.

Osim u svatovima, čuturicu je nosio i mladoženja, tjedan ili dva prije svatova, odnosno kada je išao kod rodbine, prijatelja i drugih uzvanika pozivati ih u svatove.

Čuturica je u Ivankovu tradicionalno okićena šokačkim peškirom, a ponekad i grančicom špinera ili cvijetom. Kod kićenja čuturice uvijek je bilo bitno da peškiri budu bogato izrađeni s velikim čelima i čipkama.